# Валицкая, Алиса Петровна
Али́са Петро́вна Вали́цкая (род. 24 сентября 1936) — советский и российский искусствовед, культуролог, доктор философских наук, профессор, член-корреспондент РАО (1992). До 2010 года заведовала кафедрой эстетики и этики РГПУ им. А. И. Герцена.

## Биография
В 1960 году окончила историко-филологическое отделение Ленинградского государственного педагогического института им. А. И. Герцена, в 1968 году окончила Санкт-Петербургский государственный академический институт живописи, скульптуры и архитектуры имени И. Е. Репина.
Кандидатская диссертация на тему «Проблемы романтизма русской живописи первой трети XIX в» (1984), докторская диссертация «Эстетика русского Просвещения» (1986).
Профессор кафедры эстетики и этики Факультета философии человека РГПУ им. Герцена. Валицкая разрабатывает проблемы истории и теории культуры, эстетики, пропедевтики аксиологии личности. Инициатор программы образования в России.

## Основные работы
Книги
- Орест Кипренский в Петербурге / А. П. Валицкая. — Л. : Лениздат, 1981. — 261 с. : 17 л. ил.; 17 см. — (Выдающиеся деятели культуры и науки в Петербурге — Петрограде — Ленинграде).
- Дмитрий Григорьевич Левицкий, 1735—1822 / А. П. Валицкая. — Л. : Художник РСФСР, 1985.
- Развитие художественной культуры в капиталистических формациях. Л., 1986
- Образование в России: стратегия выбора : Монография / А. П. Валицкая; Рос. гос. пед. ун-т им. А. И. Герцена. — СПб. : Изд-во РГПУ им. А. И. Герцена, 1998. — 127 с. : ил.; ISBN 5-8064-0031-X
- Новая школа России: культуротворческая модель. Монография. - Санкт-Петербург: изд. РГПУ им. А. И. Герцена, 2005. - 146 с.
- Технологии управления репутацией : учебно-методический комплекс / [А. П. Валицкая и др.]. — Санкт-Петербург : Изд-во РГПУ им. А. И. Герцена, 2007. — 183 с. : табл.; 20 см. — (Инновационная образовательная программа Герценовского университета).; ISBN 978-5-8064-1298-1
- Детство и общество в контексте культуры / А. П. Валицкая, К. В. Султанов. — Санкт-Петербург : Изд-во Политехнического ун-та, 2009 (СПб. : Политехн. ун-т). — 393 с.; ISBN 978-5-7422-1787-9
- Аксиосфера современности : философско-эстетический анализ и нравственное обоснование социокультурных практик [Текст] : коллективная монография / [А. П. Валицкая и др. ; науч. ред. : А. П. Валицкая] ; Российский гос. пед. ун-т им. А. И. Герцена, Фак. философии человека, Науч.-образовательный центр «Гуманитарное образование». — Санкт-Петербург : Астерион, 2012. — 251 с.; 21 см; ISBN 978-5-00045-036-9
- Теория образования в контексте современности [Текст] : учебное пособие / А. П. Валицкая ; Северо-Западное отд-ние Российской акад. образования, Российский гос. пед. ун-т им. А. И. Герцена, Науч.-образовательный центр «Гуманитарное образование». — Санкт-Петербург : Астерион, 2014. — 165 с.; 20 см; ISBN 978-5-00045-090-1
- Эстетика понимания: способы созидания миров / А. П. Валицкая. - СПб.: Алетейя, 2019. - 360 с.; ISBN 978-5-907115-16-3
- Образование в России: цели и ценности / А. П. Валицкая. - СПб.: Алетейя, 2021. - 238 с.; ISBN 978-5-00165-282-3

Статьи
- Культура Византии и Европы в Средние века // Художественная культура в докапиталистических формациях. Л., 1985
- Эстетика XVIII в. Просвещение. Россия // История эстетической мысли: В 6 т. Т. 2; М., 1985
- Дмитрий Григорьевич Левицкий [Текст] : 250 лет со дня рождения : [альбом] / [авт. вступ. ст. А. П. Валицкая]. — Ленинград : Художник РСФСР, 1985.
- Философско-культурологические основания современного народного образования // Педагогика. М., 1998. № 3
- Культуротворческая миссия школы в процессах демократизации общества // Диалоги об образовании: Российский и шведский опыт. СПб., 1999 (русск., англ.)
- О статусе эстетики // Эстетика сегодня. СПб., 2000.